# Сунгай-Петани
Сунгай-Петани (малайск. Sungai Petani) — город в округе Куала-Муда в штате Кедах Малайзии. Население муниципального района Сунгай-Петани больше, чем в столице штата Кедах, Алор-Сетаре. Он расположен примерно в 55 км к югу от Алор-Сетара и в 33 км к северо-востоку от Джорджтауна, столицы соседнего штата Пинанг.

## Этимология
Название муниципалитета происходит от названия реки, которая называется Сунгай-Петани (река Петани), приток реки Мербок. Слово Петани может быть связано с провинцией Паттани в Таиланде. Считается, что слово происходит от санскритского слова «патини», что означает «девственная нимфа»; Патини было именем дочери Меронга-Махавангсы, основателя предшествующей империи Лангкасука. Когда Кедах был известен под названием Лангкасука, торговцы всегда путешествовали между долиной Мербок и Паттани, а также восточными частями Западной Малайзии по сухопутным путям. Таким образом, не исключено, что слово «Петани» заимствовано из имени принцессы. «Петани» также означает фермер на малайском языке, но маловероятно, что это происхождение названия города, поскольку нет никаких источников, указывающих на это.

## Транспорт

Платформа Сунгай-Петани (станция)

Железнодорожная станция Сунгай-Петани обслуживается такими железнодорожными службами, как KTM ETS, высокоскоростной железнодорожной службой, соединяющей крупные города Малайзии. Станция также является одной из остановок Северного отделения KTM Komuter, местной пригородной железнодорожной службы KTM Komuter, которая соединяет крупные города в Пинанге, Кедахе и Перлисе.
Междугородние услуги также доступны на площади Укир. Помимо автовокзала это многоцелевое здание также вмещает в себя Центр городских преобразований, который предоставляет сообществу централизованное расположение основных правительственных учреждений, общественных удобств и услуг частного сектора. В то время как местные автобусные службы находятся в Джалан-Петри, основные операторы включают Tanjung Mewah Holiday Sdn Bhd (внутренний город), Red Omnibus (маршрут 2 из Алор-Сетара) и MARA Liner (в Сик и Куала-Кетил).